# Luis Figuerola-Ferretti
Luis Figuerola-Ferretti Gil (Madrid, 17 de gener de 1946-25 de novembre de 2015) va ser un periodista espanyol.

## Biografia
Després de passar pel Col·legi del Pilar a Madrid, va cursar estudis universitaris de Dret a les universitats Complutense de Madrid, de Barcelona i en Salamanca. A Madrid va fer alguns dels seus millors amics i es va fer conèixer com imitador parodiant els catedràtics a la Festa del Rotllo.
Després de llicenciar-se en Dret, va estudiar quatre cursos de Periodisme. Va obtenir la llicenciatura en Ciències de la Informació gràcies als quinze anys que va treballar en publicitat. Destacava que sobretot pel fet d'aprendre llegint i observant.
Mentre feia la carrera va començar a treballar com a redactor de publicitat. Va treballar de creatiu en diverses agències de publicitat de 1967 a 1984, any en què va fundar-ne una. És el creador de la nadala publicitària de Famosa. Treballa en la radio des de 1982.

### Àmbit radiofònic
Apareix a la ràdio per primera vegada el 1982, debutant al programa Directo, directo de Radio Nacional al comandament de Julio César Iglesias. La seva primera col·laboració fixa –una vegada a la setmana– va ser el 1984, al programa matinal El bus del cole, presentat per José Luis Arriaza a Radio 80. L'any següent és cridat a la Cadena SER per Iñaki Gabilondo, que li proposa col·laborar amb Hoy por hoy, programa matinal de la cadena. Coincideix de nou amb Julio César Iglesias, que comença un espai nocturn d'humor i imitacions al que més tard s'incorporaria Javier Capitán. Així naixia La Revetlla de la Moncloa, programa que el 1990 va rebre el premi Ondas.
Roman a la SER fins al 1996, any en què comença a col·laborar habitualment amb Carlos Herrera, Julio César Iglesias, Antonio Jiménez, Olga Viza i Javier Capità en RNE fins a 2007.
El 31 d'agost de 2009, Ely del Valle i Enrique Campo el fitxen per actuar a La Mañana de l'emmissora catòlica Cope.
Els seus últims treballs a la ràdio els fa per a la RNE. Durant la temporada 2012/13 col·labora amb Manolo HH al programa El día menos pensado. El 2014 està amb alguns dels seus personatges més coneguts –i algun nou, com Chelo Panoli– a l'edició d'estiu de No es un día cualquiera, dirigida per Carlos Santos.
Cantà al cor de San Jerónimo el Real, des de 2010 al Cor de la Universitat CEU San Pablo i des d'octubre de 2012 al Cor Bach Studio, i l'Ensemble Koiné. Va publicar nombrosos articles a la premsa i revistes especialitzades del sector publicitari i també biografies i obres ficció.